# Schisandra chinensis
Schisandra chinensis is een vaste plant uit de familie Schisandraceae. De soort werd voor het eerst beschreven door Nikolaj Toertsjaninov en kreeg vervolgens een wetenschappelijke naam toegekend door Henri Ernest Baillon in 1868.

## Kenmerken
Schisandra chinensis is een klimplant die groeit tot een hoogte van 8 meter, draagt geelwit tot roze bloemen. De bessen van de soort hebben een diameter van 5 à 8 mm en zijn felrood gekleurd. De vruchten worden gebruikt in zowel de traditionele Chinese geneeskunde als traditionele geneeskunde in het Russische Verre Oosten om vermoeidheid tegen te gaan en een fit gevoel te geven. De Chinese naam voor de soort is wu wei zi, wat letterlijk vijf-smaken-vrucht betekent. De buitenste rand en het vruchtvlees zijn namelijk zoet en zuur, de pit is scherp en bitter en de gehele vrucht is zoutig.

## Verspreiding
Komt voor in delen van het Koreaans Schiereiland, het vasteland van het Russische Verre Oosten, Sachalin, de Koerilen en in China hoofdzakelijk in de provincies Liaoning, Heilongjiang, Binnen-Mongolië en Jilin.

## Afbeeldingen

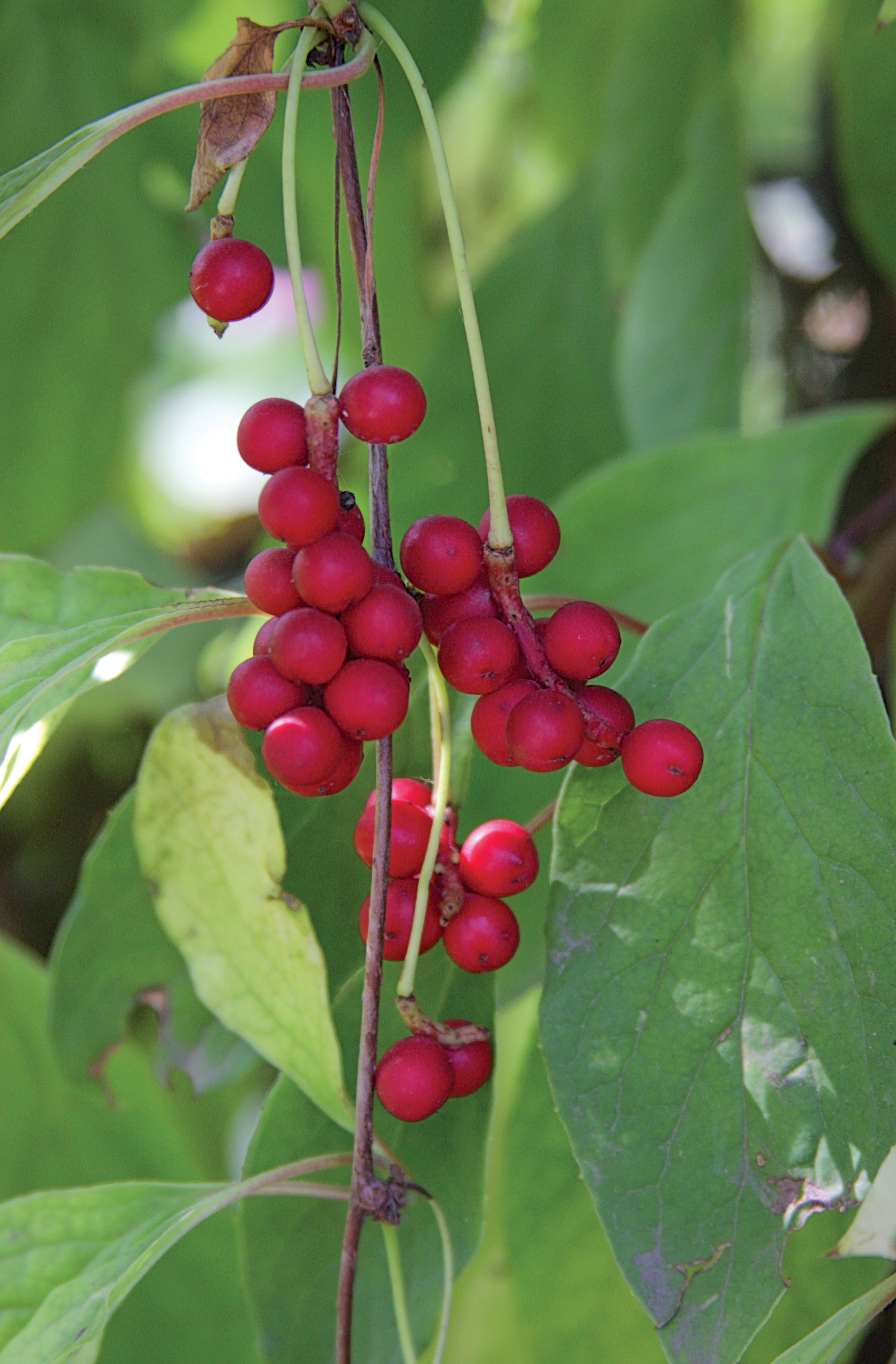
Tros met vruchten.
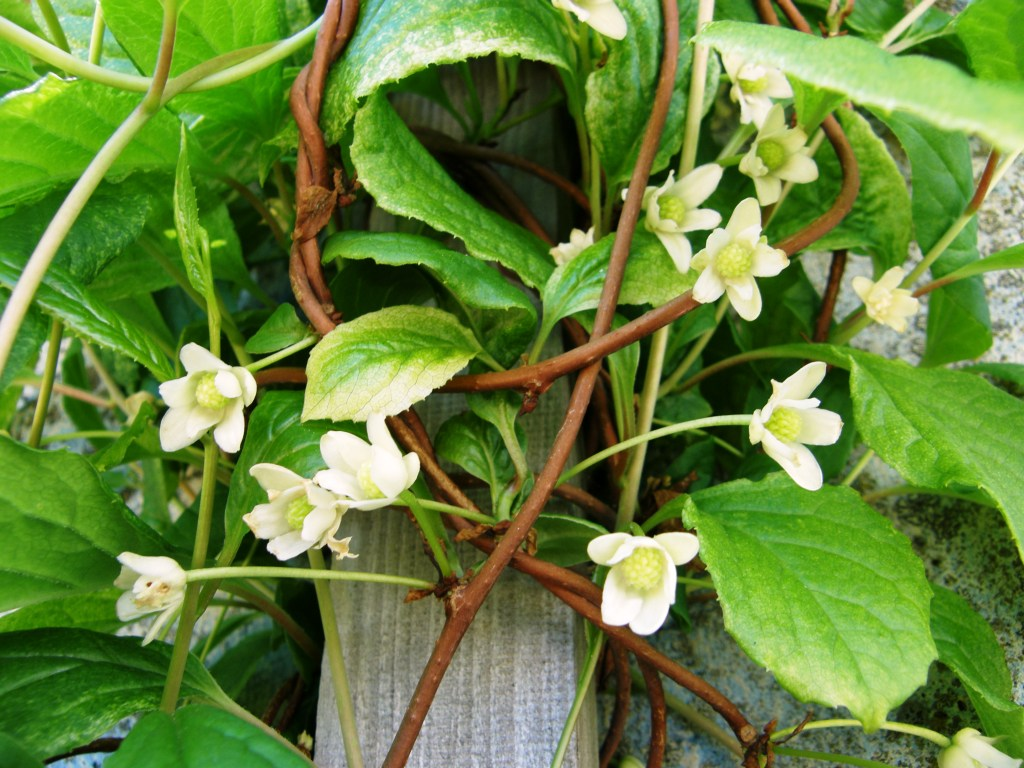
Bloemen van Schisandra chinensis.
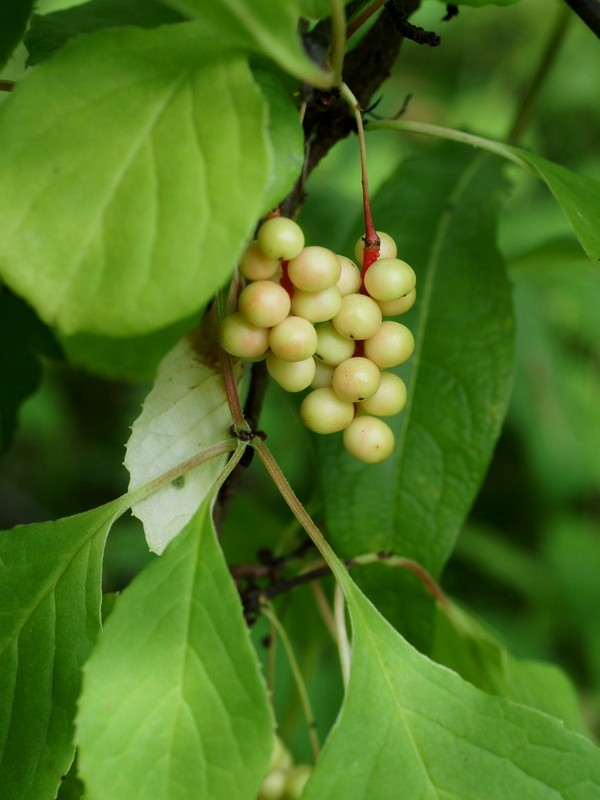
Niet-rijpe vruchten.
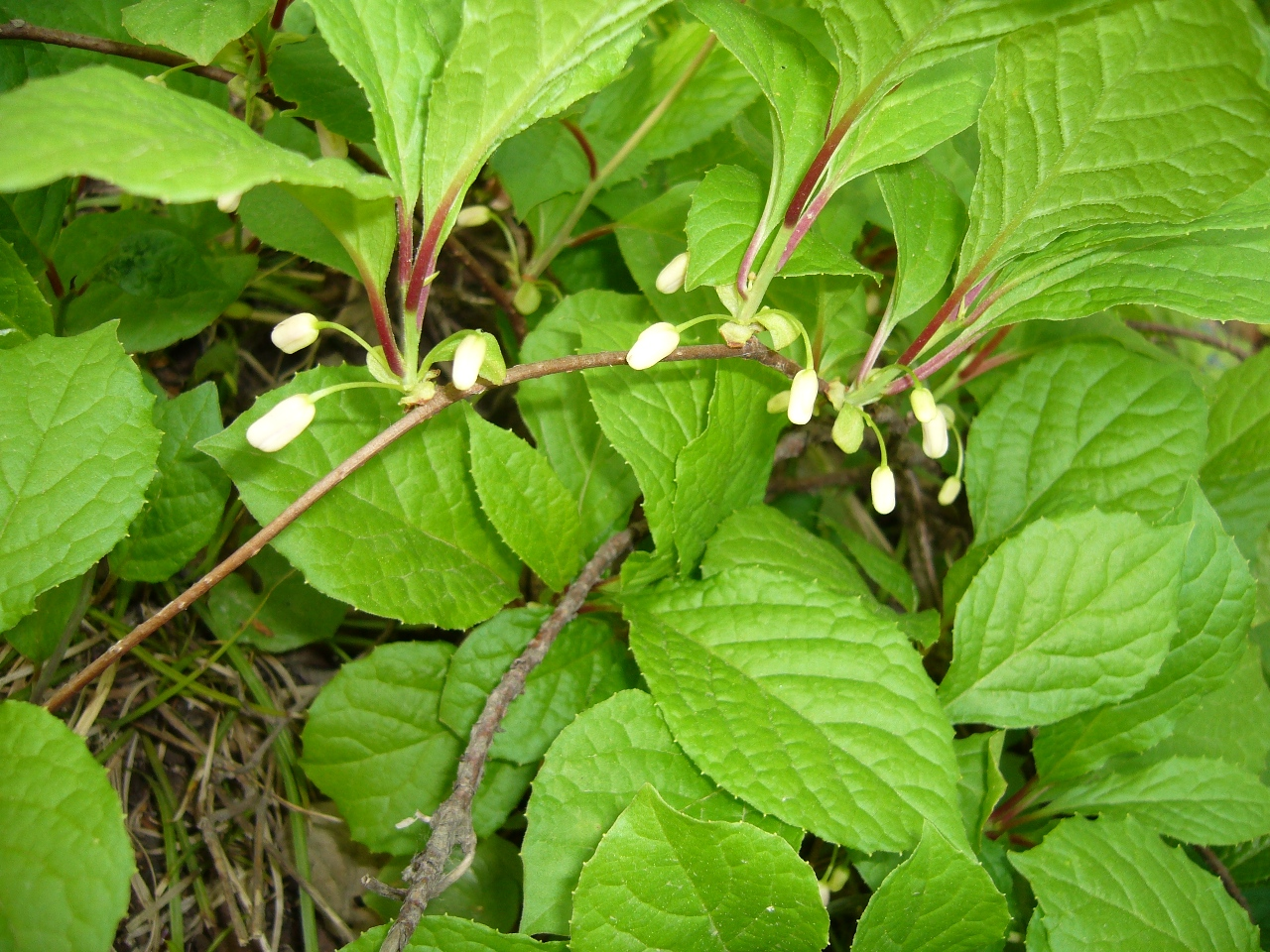
Bladeren van de soort.
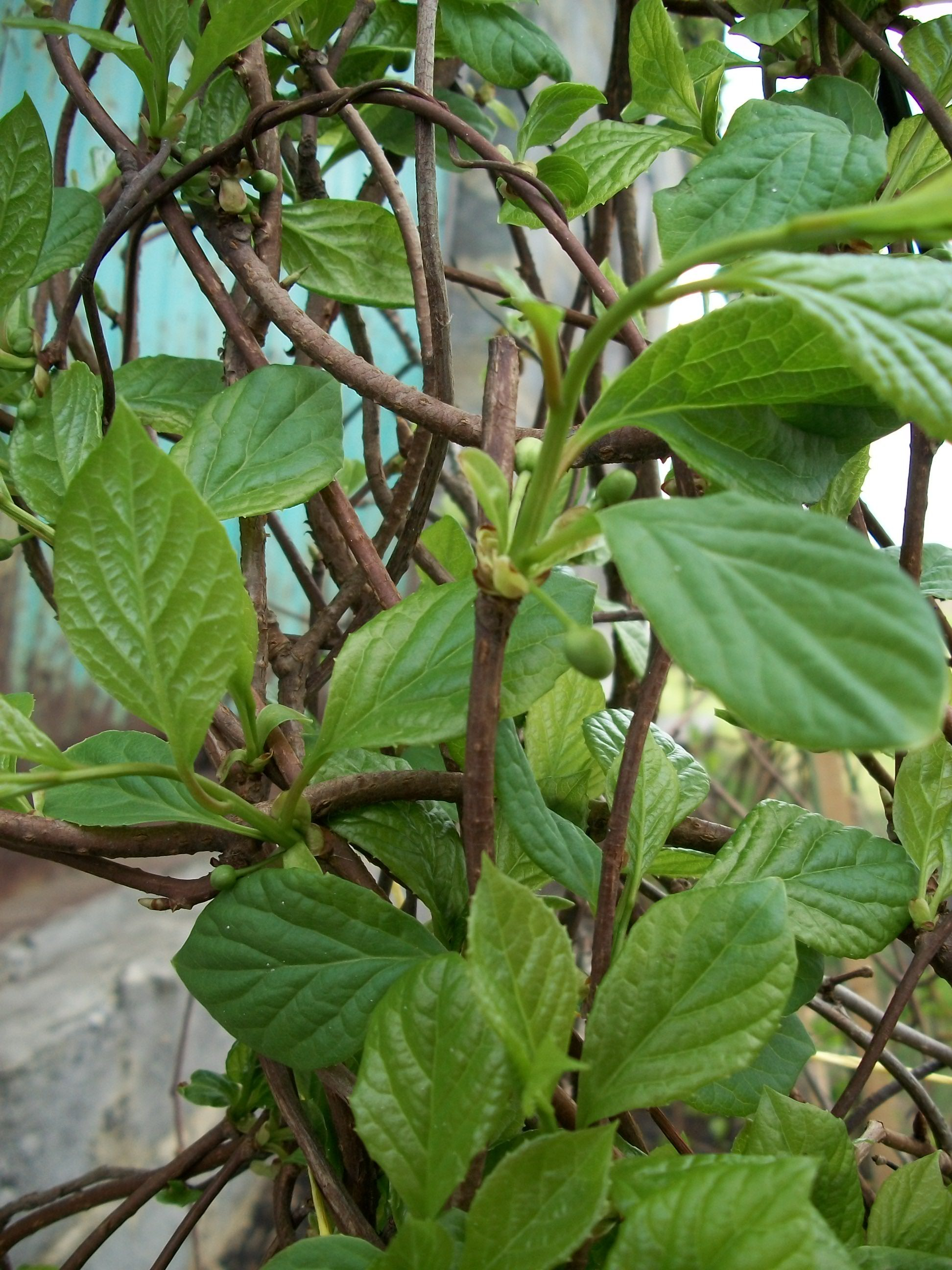
Bladeren en knoppen.